# Watson (racerbiltillverkare)

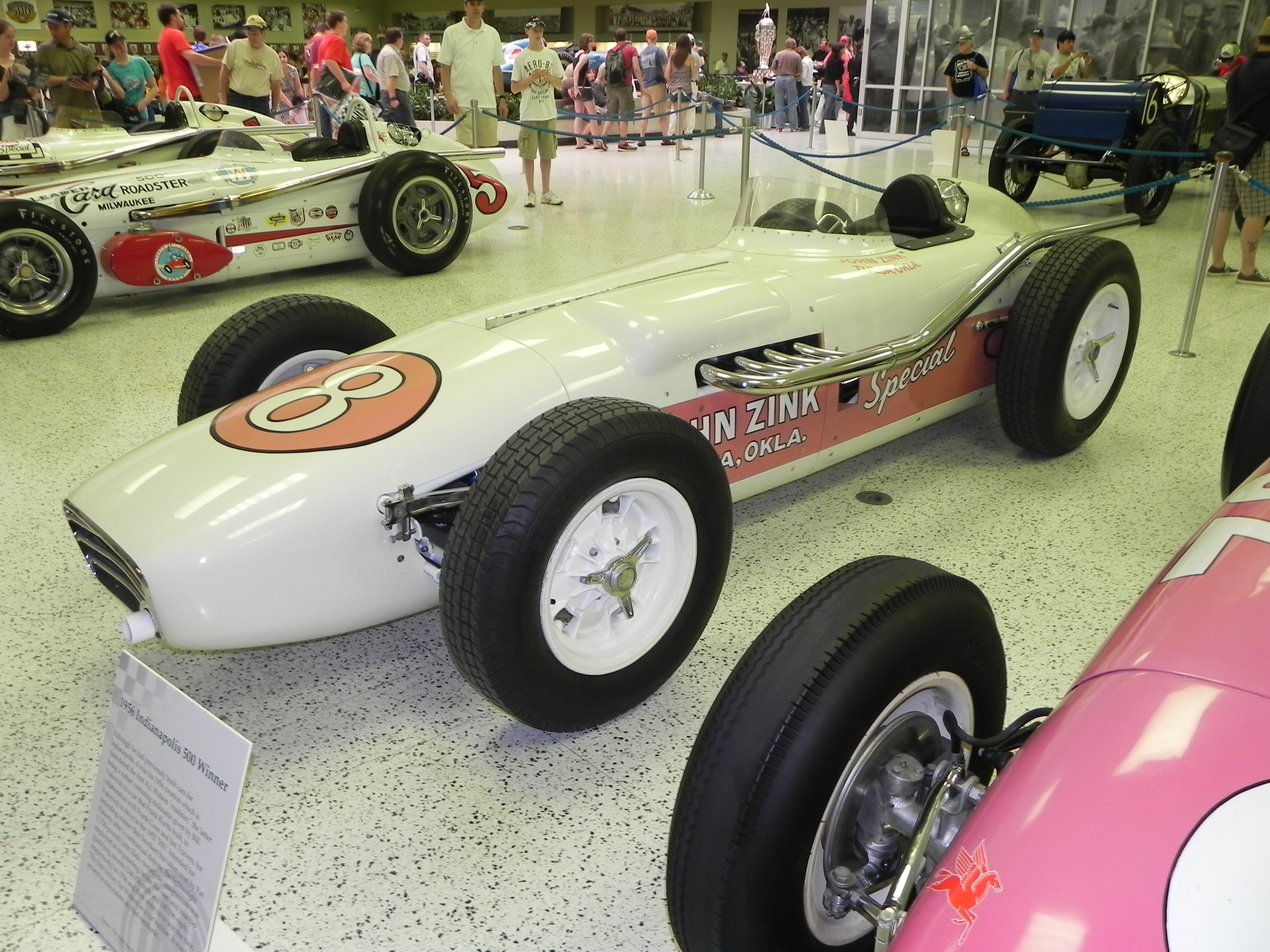
Pat Flahertys vinnarbil från Indianapolis 500 1956.

Watson var en amerikansk racerbiltillverkare under 1950-talet och början av 1960-talet. Bolaget designade och tillverkade Indy 500-bilar, som användes av ett antal team i Indianapolis Grand Prix i formel 1. Watson vann tre av loppen.
Samtliga Watsonbilar hade Offenhauser-motorer och däck från Firestone.

## Indy 500-team som tävlat i formel 1 i Watsonbilar
| Team                 | Säsonger                     |
| -------------------- | ---------------------------- |
| A J Watson           | 1950                         |
| Bob Estes            | 1951, 1952, 1953             |
| Ellen McKinney Zink  | 1958                         |
| J C Agajanian        | 1960                         |
| Jim Robbins          | 1960                         |
| John Zink            | 1956, 1957, 1958, 1959, 1960 |
| Kalamazoo Sports Inc | 1958, 1959                   |
| Ken-Paul Inc         | 1960                         |
| Leader Cards Inc     | 1959, 1960                   |
| Lindsey Hopkins      | 1959, 1960                   |
| Pete Salemi          | 1960                         |